# Lammöron
Lammöron (Stachys byzantina) är en växtart i familjen kransblommiga växter.